# Svenska krocketförbundet
Svenska krocketförbundet bildades 1985 och har sedan dess anordnat årliga SM-tävlingar i krocket. Förbundet är anslutet till det Europeiska krocketförbundet och därmed har Sverige rätt att skicka deltagare till internationella tävlingar. Till krocketförbundet finns 19 anslutna föreningar.